# Stadtzollhaus (Unteres Tor, Merkendorf)
Das Stadtzollwachhaus oder Torwachhaus am Unteren Tor ist ein eingeschossiger Satteldachbau in der Hauptstraße 32 der Stadt Merkendorf im Fränkischen Seenland (Mittelfranken). Das Gebäude steht unter Denkmalschutz.

## Bau
Der heutige Bau ist eine originalgetreue Rekonstruktion aus dem Jahr 1980. Das Vorgängergebäude wurde im 18. Jahrhundert errichtet. Es besitzt einen Fachwerkgiebel. Nach der Wegezollgerechtigkeit von 1573 musste bis 1935 dort Pflasterzoll entrichtet werden.